# فهرست والیان سرپل
جدول زیر فهرست والیان ولایت سرپل افغانستان است.

## فهرست
| والی | والی | والی                   | دوره                    | جزئیات | یاداشت |
| ---- | ---- | ---------------------- | ----------------------- | ------ | ------ |
|      |      | تاج محمد کوهی          | ۲۰۰۳ ۲۰۰۴               |        |        |
|      |      | عبدالحق شفق            | ۲۰۰۴ ۲۰۰۶               |        |        |
|      |      | سید محمد اقبال منیب    | ۲۰۰۷ اوت ۲۰۰۸           |        |        |
|      |      | محمد بشیر قانت چاه آبی | اوت ۲۰۰۸ ۲۵ مه ۲۰۱۰     |        |        |
|      |      | سید انور رحمتی         | ۲۵ مه ۲۰۱۰ ۳ آوریل ۲۰۱۲ |        |        |
|      |      | عبدالجبار حق‌بین        | ۳ آوریل ۲۰۱۲ ۲۰۱۵       |        |        |
|      |      | محمد ظاهر وحدت         | ۲۰۱۵ ۲۰۱۸               |        |        |
| ‌     |      | عبدالقادر آشنا         | ۲۰۱۸ ۲۰۲۱               |        |        |
|      |      | عبدالحق شفق            | ۲۰۲۱ اکنون              |        |        |